# El Challao
El Challao es una localidad situada en el departamento Las Heras que pertenece a la provincia de Mendoza, Argentina
Se encuentra a 11,7 km de la ciudad de Mendoza, con la cual se comunica a través de la Av. Champagnat, la Av. Regalado Olguín y la RP 13 que conduce a Uspallata, localizada en el mismo departamento. En las cercanías se encuentra el Cerro Arco.

## Historia

### Descubrimiento
Hacia el año 1500 el lugar era habitado por indígenas huarpes encabezados por un cacique, de nombre Challao (que significa olla de agua). A la llegada de los españoles, el líder huarpe no opuso resistencia y les entregó su territorio. 
En 1562, un capitán militar llamado Juan bautista Molina, abuelo de Juan de dios Molina, el español estableció una encomienda de indios e inició la explotación de una mina de oro. 
Antes de morir, dejo estas tierras a los jesuitas, 
Los cuales tuvieron familia con desendientes de Molina, quienes las conservaron hasta fines del siglo XVIII, 1800 comenzó una sucesión de Juan de dios Molina. 
Al parecer la sucesión de Molina, haciendo memoria,la señora Juana Molina fue reconocida por el abogado patrocinante de la causa sucesoria como "administradora definitiva" en 1968. 
La sucesión caratulada como "Molina Juan bautista"(abuelo de Juan de Dios molina) siguió en pie hasta 1809 .  
Actualmente la sucesión se abrió por sus desendientes, Molina (tres hermanos que siguen siendo sus dueños y tienen la sucesión terminada desde el 1-11-2024) y nietos que representan a los hijos de Petrona Molina fallecidos prematuramente.   
Familia directa: Luis Puebla (fallecido el 8 de agosto de 1988) y    
Petrona Molina (viuda de Puebla) (fallecida el 23 de julio de 1991) tuvieron juntos a:
Javier Eduardo Puebla
Julia Puebla
Joba Puebla
(además de hijos fallecidos prematuramente representados por nietos)

### Descubrimiento de agua en la zona
A finals del siglo XVIII o principios del siglo XIX se había construido un acueducto que transportaba agua desde El Challao hasta la ciudad vieja que fue destruida en el Terremoto de Mendoza de 1861, junto con toda la zona capital. A mediados del siglo XIX se dejó de suministrar agua por el lugar. En el año 1876 se construyó un nuevo acueducto que transportaba agua desde El Challao hasta el extremo oeste de la calle Unión, y desde el cual se extendía por caños de barro cocido para distribuir el agua en distintos puntos de la ciudad de Mendoza, por medio de surtidores públicos.
Esta forma de distribución por cañerías de barro cocido, continuó hasta el año 1882, en que se reemplazaron por cañerías de hierro, puesto que las primeras se obstruían muy fácilmente con las raíces de los árboles y el material de arrastre, propio de la zona pedemontana. En 1884 se construyeron los primeros filtros que alimentaron a la ciudad de agua potable. Estos eran un recipiente de forma circular que servía para recibir el agua del Challao, estos filtros se utilizaron muy poco tiempo. Hacia fines de 1886, fue necesario abandonarlos por su escaso rendimiento y se construyeron dos filtros nuevos de una extensión mucho mayor, abasteciéndose de las aguas del canal Jarillal, que nace como una vertiente del canal Zanjón, en la zona de la Carrodilla.
Más cerca en el tiempo esta zona, se convirtió en un lugar de veraneo, frecuentado por familias de alto nivel adquisitivo. Emperatriz Ortiz de Molina, madre de cuatro hijas, tenía la costumbre de ir a rezar el rosario por aquellos lugares.
Un día, una de las hijas le propuso a su mamá que pusieran una imagen de Lourdes sobre el cerro Bonete, lugar donde luego se implantaría el primer templo y que se asemeja a la gruta de Massabielle en Francia, donde esta Virgen hizo 18 apariciones. Por esa época se la conocía como la "Virgen del Hueco", porque estaba en medio de una roca excavada. 

Con el tiempo, la devoción fue creciendo y gracias a la atención de los Padres Claretianos se levantó una pequeña capilla y posteriormente se construyó un santuario en dos etapas, de 1933 a 1941 y de 1941 a 1978; hasta culminar en el actual templo, cuyas obras terminaron en 2010. 

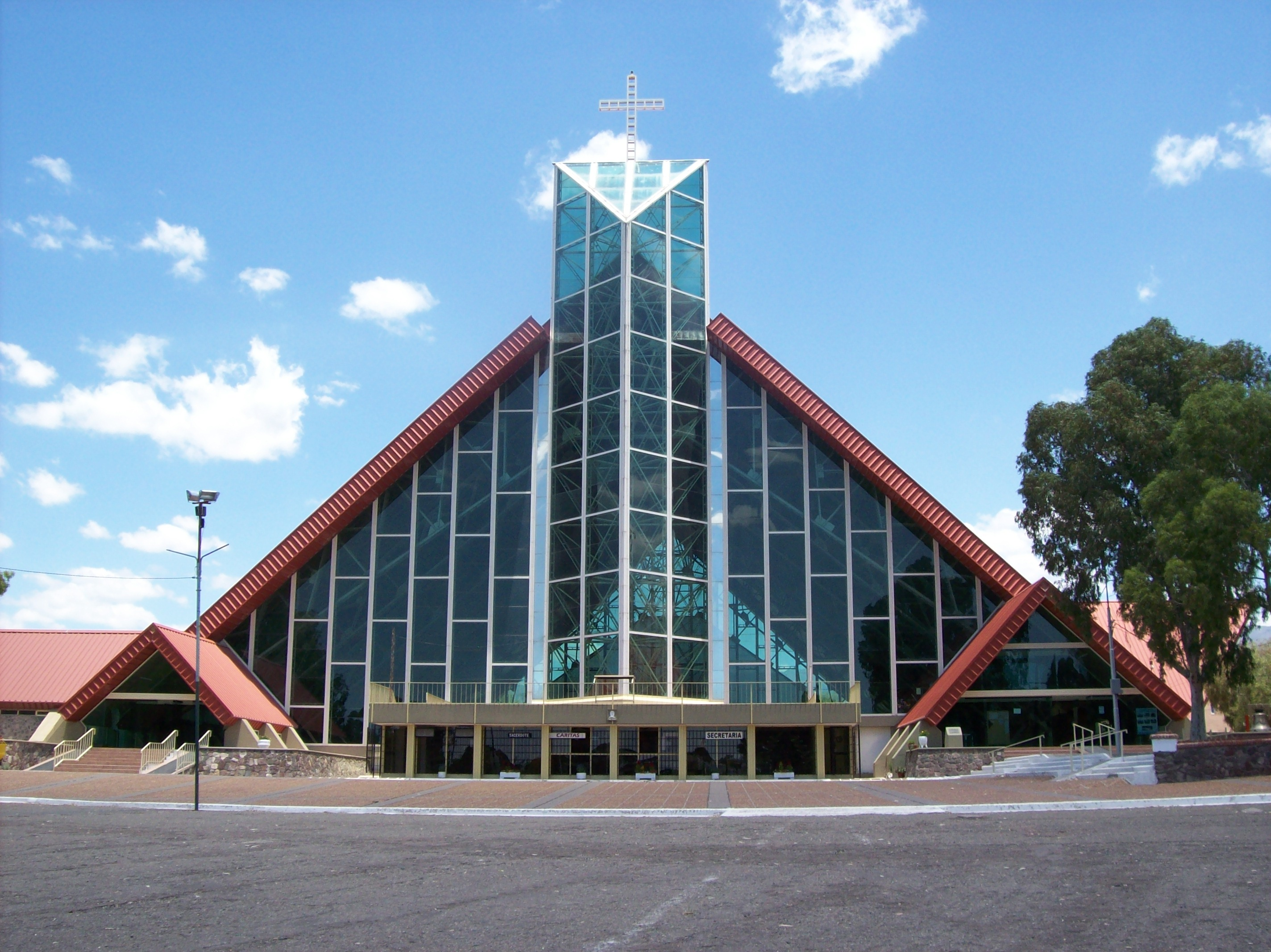
Santuario Nuestra Señora de Lourdes de El Challao

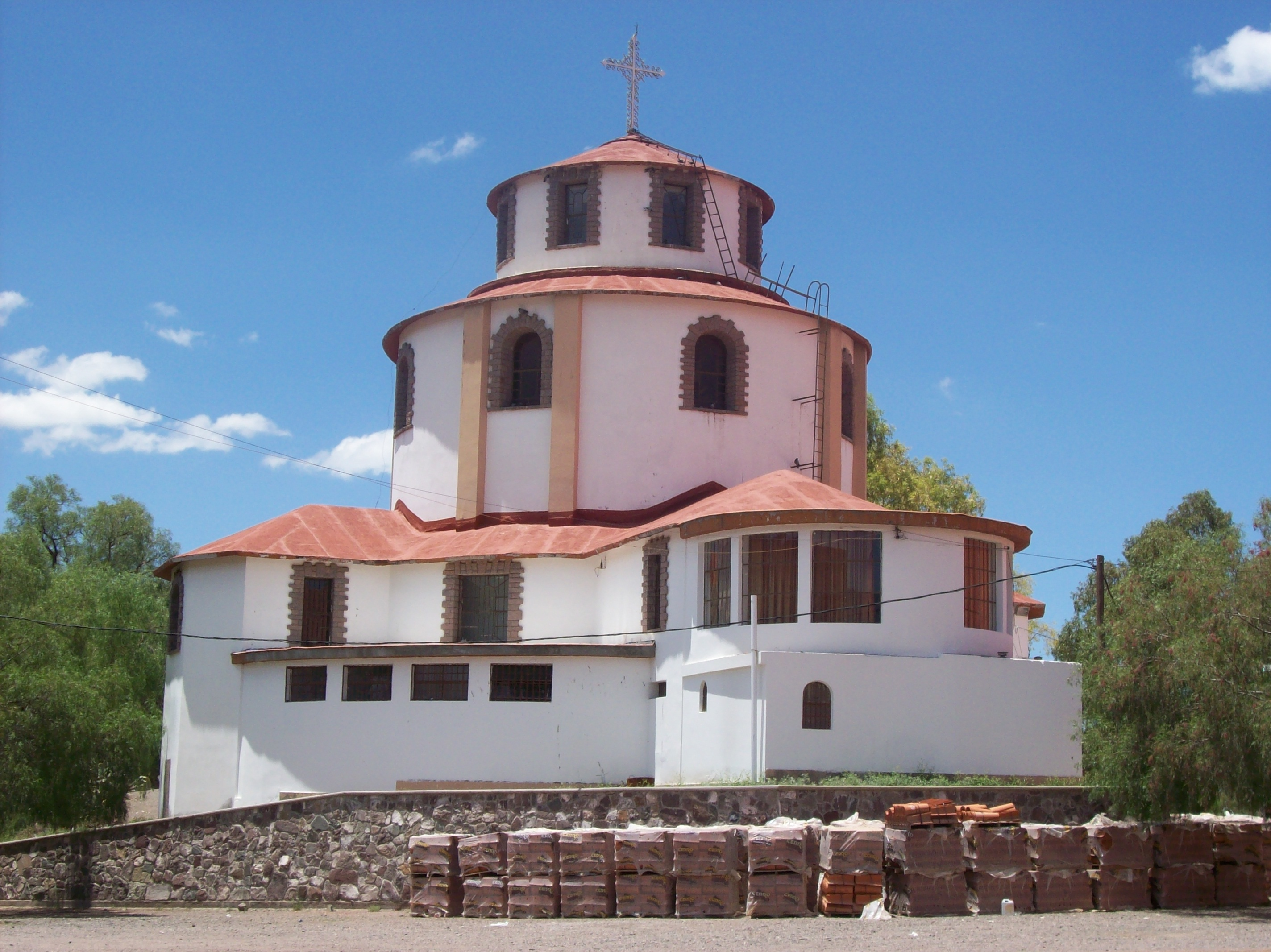
Capilla junto al Santuario Nuestra Señora de Lourdes de El Challao

"Cuando los sacerdotes claretianos lo toman intuyeron que iba a ser una obra muy grande, espiritualmente hablando", remarcó un sacerdote del santuario, recordando a otro sacerdote.
Desde 1983 no se realizan más bautismos y casamientos, aunque hasta esa fecha eran numerosas las familias de campesinos que, al mismo tiempo, iban a casarse y a bautizar a sus hijos. Si bien el Santuario es el principal punto de atracción, en una época esta zona también se caracterizó por ser un espacio lúdico, donde había más locales bailables que casas residenciales. 

#### La época del Challaolandia
"Le decíamos Challaolandia, éramos unas pocas familias, no más de 13, y nos conocíamos todos; hoy somos cinco mil", contaron algunos vecinos. 
Según cuentan los vecinos, antes los terrenos no valían más que unos cuantos pesos. Hoy el dinero para adquirir un pedazo de tierra allí debe ser considerable. A pesar de eso, quedan pocos pobladores originales y hay mayoría de casas de fin de semana o barrios privados.
"Hace un cuarto de siglo las misas eran por altoparlantes y la escuchaba todo El Challao; a veces resultaba invasivo", dicen los lugareños . "Para mí antes venía más gente que ahora y además venían vendedores de todas partes. Ahora depende mucho de quién oficia las misas", agregaron. 
Contaron también: "Viene mucha gente, pero cuando es la fiesta de la Virgen no podés salir de tu casa".

#### Época actual
Actualmente, en la zona hay cámpines, complejos, una hostería termal, un mirador, un boliche, varios barrios con seguridad privada, dos salones de fiestas, el Santuario, la famosa Alfombra Mágica, ahora en concesión privada, actualmente cuenta con nuevos servicios de alojamiento "Complejo Turístico Alfombra Magika", los restos del viejo "Challaolandia", un parque de diversiones antiguo, un barrio privado al lado (DALVIAN), el recordado y mítico Autocine de El Challao y una empresa de construcción. Los cuales algunos aún no tiene. Registro catastral y están multados hasta que demuestren sus escrituras, las cuales no han sido firmadas por ninguno de sus dueños.
Barrios sin registro catastral 
Quintas de San Isidro	Sin registro ni inscripción formal	Iniciado en años 90, sin escritura, sin servicios básicos
https://agencia.farco.org.ar/home/barrio-popular-lleva-mas-de-30-anos-sin-escrituras-ni-servicios-basicos/
Asentamientos en El Challao	Figuran como baldíos o tierras rurales.Hogares sin título formal, precariedad habitacional  
https://www.elsol.com.ar/mendoza/mas-de-6000-familias-viven-ilegalmente-en-el-piedemonte/
Barrios privados (ej. Villa Adolfina)	Operan sin catastro aprobado ni impacto ambiental	Multados y denunciados por la provincia por irregularidades   https://www.diariouno.com.ar/sociedad/multa-millonaria-un-desarrollador-que-afecto-cauces-y-flora-autoctona-el-challao-n1041837
La Administración Tributaria de Mendoza (ATM) y la Dirección General de Catastro han estado actualizando datos mediante vuelos con drones desde enero de 2025. Se incorporaron superficies edificadas no declaradas, lo cual alerta sobre múltiples inmuebles sin inscripción formal

## Geografía

### Población
Cuenta con 23.600 habitantes (INDEC, 2001), lo que se aumentó en el año 2010, por la construcción del Bº Rucalen.

### Clima
El clima en esa zona es semidesértico, con cálidos vientos del noroeste y muy fresco en invierno.

### Sismología
- Sismo de 1861

Aunque dicha actividad geológica catastrófica, ocurre desde épocas prehistóricas, el terremoto del 20 de marzo de 1861 (152 años) señaló un hito importante dentro de la historia de eventos sísmicos argentinos ya que fue el más fuerte registrado y documentado en el país. A partir del mismo la política de s y municipales han ido extremando cuidados y restringiendo los códigos de construcción. Y con el terremoto de San Juan de 1944 del 15 de enero de 1944 los gobiernos tomaron estado de la enorme gravedad sísmica de la región.
- Sismo de 1985

Fue otro episodio grave, de 9 s de duración, derrumbando el viejo Hospital del Carmen de Godoy Cruz.

## Transporte
Actualmente por la zona el único transporte que pasa por la zona del mirador (San Isidro) es la denominación 114 - 115 "Sanidad - Challao" del grupo 3 de la Secretaría de Transporte de Mendoza.
El Aeropuerto Internacional Gobernador Francisco Gabrielli de Mendoza queda muy cercano y tiene servicios en varias líneas aéreas.